# برايان كالبرتسون
برايان كالبرتسون (بالإنجليزية: Brian Culbertson)‏ هو عازف جاز وعازف بيانو أمريكي، ولد في 12 يناير 1973 في ديكادور في الولايات المتحدة.

## وصلات خارجية
- الموقع الرسمي
- برايان كالبرتسون على موقع ميوزك برينز (الإنجليزية)
- برايان كالبرتسون على موقع أول ميوزيك (الإنجليزية)
- برايان كالبرتسون على موقع ديسكوغز (الإنجليزية)